# Psichotoe naclioides
Psichotoe naclioides är en fjärilsart som beskrevs av Felder 1869. Psichotoe naclioides ingår i släktet Psichotoe och familjen björnspinnare. Inga underarter finns listade.